# (523639) 2010 RE64
(523639) 2010 RE64 est un objet épars ayant une magnitude absolue de 4,3. Le site web de Mike Brown le classe comme planète naine hautement probable.

## Orbite et dimensions
2010 RE64 est actuellement à 53,7 AU du Soleil, avec une magnitude apparente de 21,7. En utilisant la solution ajustée du JPL pour l'orbite, il serait passé à l'aphélie autour de 1829. Il passera au périhélie autour de 2079.
En supposant un albédo générique des transneptuniens de 0,09, il fait environ 612 km de diamètre. Cependant, son albédo réel étant inconnu et sa magnitude absolue étant de 4,3, son diamètre pourrait être compris 370  et   820 km.